# Барятинский, Яков Петрович
Князь Яков Петрович Барятинский  (ум. 24 июня 1610) — русский военный и государственный деятель, дворянин московский и воевода, второй сын опричника и воеводы князя Петра Ивановича Барятинского. Братья — князья Фёдор Борец, Иван, Михаил и Никита Петровичи Барятинские. Не оставил после себя детей.

## Биография
Дворянин московский (1577). Зимой 1589/1590 года князь Яков Петрович Барятинский в звании второго подрынды « у большова саадака » участвовал в шведском походе русской армии под предводительством царя Фёдора Иоанновича на Нарву. В 1598 году подписал соборное постановление об избрании на московский царский престол Бориса Фёдоровича Годунова.
В 1601—1602 годах находился на воеводстве «в Сургутцком городе», где в 1601 году подавил восстание местных остяков.
В 1604 году князь Яков Петрович Барятинский вместе с другими воеводами защищал Новгород-Северский от войск Лжедмитрия I. В следующем 1605 году, находясь на воеводстве в Новосиле, сдал самозванцу вверенную ему крепость и стал служить Лжедмитрию в качестве воеводы. 8 мая 1606 года упоминается разрядами среди поезжан на свадьбе Лжедмитрия с Мариной Мнишек.
В том же 1606 году после убийства Лжедмитрия и вступления на царский престол боярина Василия Ивановича Шуйского князь Яков Петрович Барятинский стал одним из его воевод. В 1607 году участвовал в битве на Пчельне с повстанцами И. Болотникова. В феврале 1609 года был отправлен царем Василием Шуйским на воеводство в Дорогобуж, по дороге оттуда разбил отряд литовцев во главе с ротмистром Плюшкой, но из-за непослушания своих людей не смог пройти к Вязьме и ушел в Смоленск. 2 июня того же 1609 года разбил литовский отряд под командованием Чижа, а на следующий день взял Вязьму и двинулся на соединение с войсками боярина князя Михаила Васильевича Скопина-Шуйского. На Смоленщине Яков Петрович Барятинский захватил Вязьму и Белую и очистил Дорогобуж от воров и литовцев. Под командованием князя М. В. Скопина-Шуйского воевал с польско-литовскими интервентами, участвовал в разгроме противника под Калязинским монастырем (Калязинская битва). По поручению князя |М. В. Скопина-Шуйского Я. П. Барятинский ездил с соболями и деньгами для оплаты для оплаты наёмников из отряда шведского генерала Якова Делагарди. В том же году был послан к Суздалю против литовского полковника А. Лисовского, но успехов в том походе не добился.
В июне 1610 года князь Яков Петрович Барятинский в составе 40-тысячной русской армии под командованием боярина князя Дмитрия Ивановича Шуйского из Москвы под Смоленск. 24 июня в битве при Клушине русская рать была разгромлена небольшим польско-литовским войском под командованием польного гетмана коронного Станислава Жолкевского. В этом сражении Яков Петрович Барятинский и был убит.